# Isosaari (ö i Finland, Södra Savolax, Pieksämäki, lat 62,44, long 27,36)
Isosaari är en halvö i Finland. Den ligger i sjön Huikkanen och i kommunen Pieksämäki i den ekonomiska regionen  Pieksämäki ekonomiska region  och landskapet Södra Savolax, i den centrala delen av landet, 280 km nordost om huvudstaden Helsingfors.